# Parc de la bibliothèque (Tampere)
Le parc de la bibliothèque (en finnois : Kirjastonpuisto) est un parc du centre-ville de Tampere en Finlande,.

## Présentation
Le parc est situé entre les rapides Tammerkoski et la place centrale. 
C'est l'un des espaces verts publics les plus anciens de la ville et une partie du paysage d'importance nationale de Tammerkoski

## Histoire
Le parc est issu de plantations d'arbres à feuilles caduques construites autour de la première église de Tampere dans les années 1830. 
Sur la parcelle adjacente se trouvait le jardin du pharmacien Axel Tennberg, qui a été intégré au parc. Le parc a pris sa forme actuelle dans les années 1920, lorsque la zone est devenue propriété de la ville. Les bâtiments de la papeterie Frenckell sont démolis et le bâtiment de l'ancienne bibliothèque est construit au milieu du parc (1925).
En même temps, la zone verte est étendue jusqu'à la rive des rapides Tammerkoski, qui abritait auparavant, entre autres, un spa et une centrale électrique. Dans les années 1930, les zones des rives du parc de la bibliothèque et du parc des rapides opposé ont été façonnés en un tout cohérent,,,.

## Noms des parcs
Le parc de la bibliothèque a été nommé Parc de l'ancienne bibliothèque,  parc de l'ancienne église,  parc des rapides et Vainisenranta. 
Le nom parc de la bibliothèque est devenu courant après la construction de la bibliothèque,,.
En 2011, les sous-parties du parc ont reçu des noms officiels inscrits dans le plan de la ville. 
Le parc de l'ancienne église est la partie située à côté de l'église, le parc de l'ancienne bibliothèque la partie proche des rapides Tammerkoski, le parc Frenckell près des anciens bâtiments Frenckell et la place Gustav III est en face de la scène du parc. Le nom de la place fait référence au fondateur de la ville de Tampere, le roi Gustave III.
Depuis 2020, le parc Mokka et le parc de la bibliothèque sont reliés par le tunnel Tempo qui passe sous le pont du Häme.

## Bâtiments

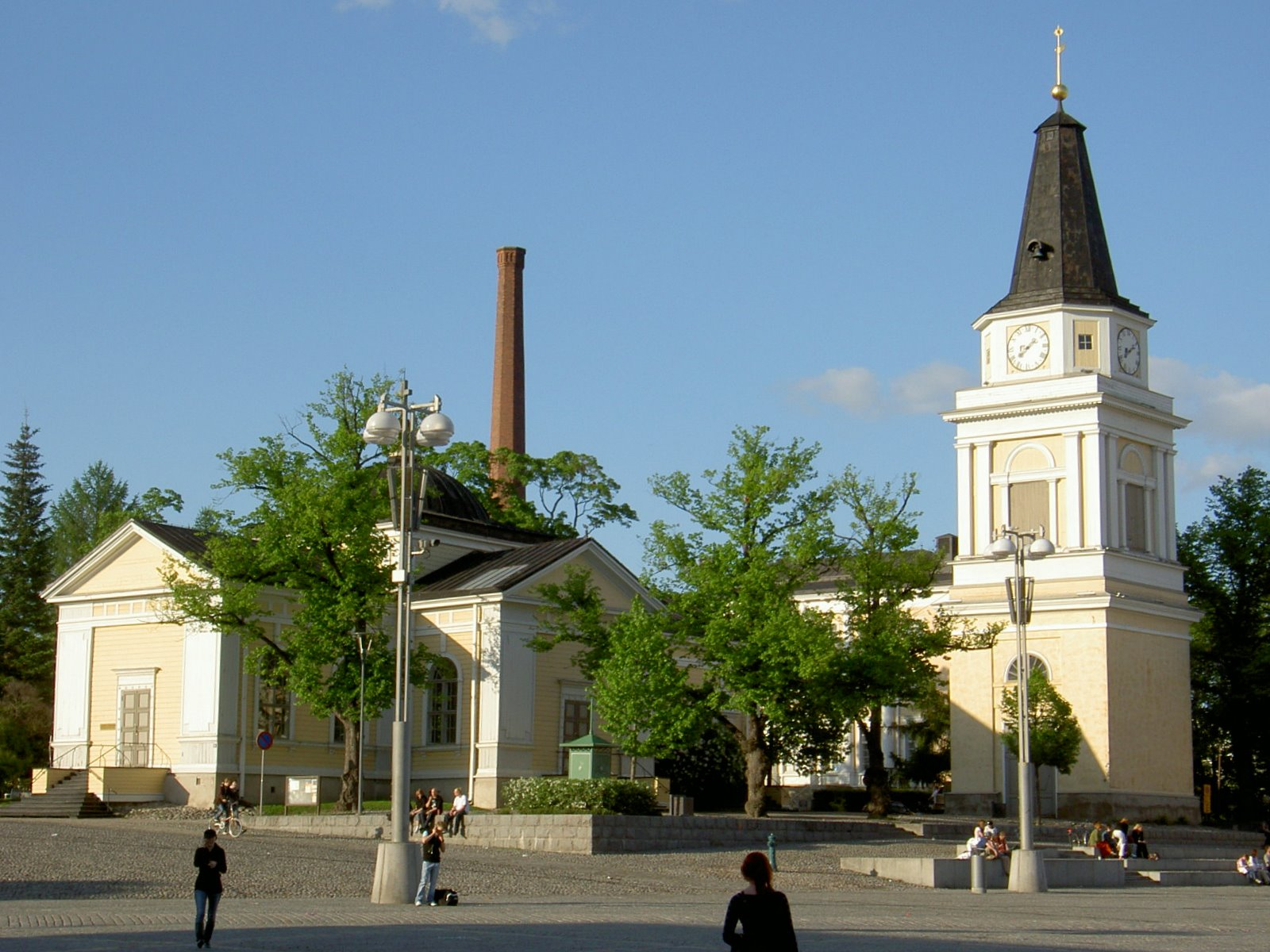
Ancienne église et clocher vus de la place centrale.

- Ancienne église (1824) et clocher (1828)[2]
- Papeterie Frenckell : immeuble de bureaux (1847), cheminée (1870) et chaufferie (1907)[2]
- Théâtre de Tampere (1913)[2]
- Laikunlava (2012)[2]
- Ancienne bibliothèque (1925), act. Maison de la culture Laikku[2]

## Galerie

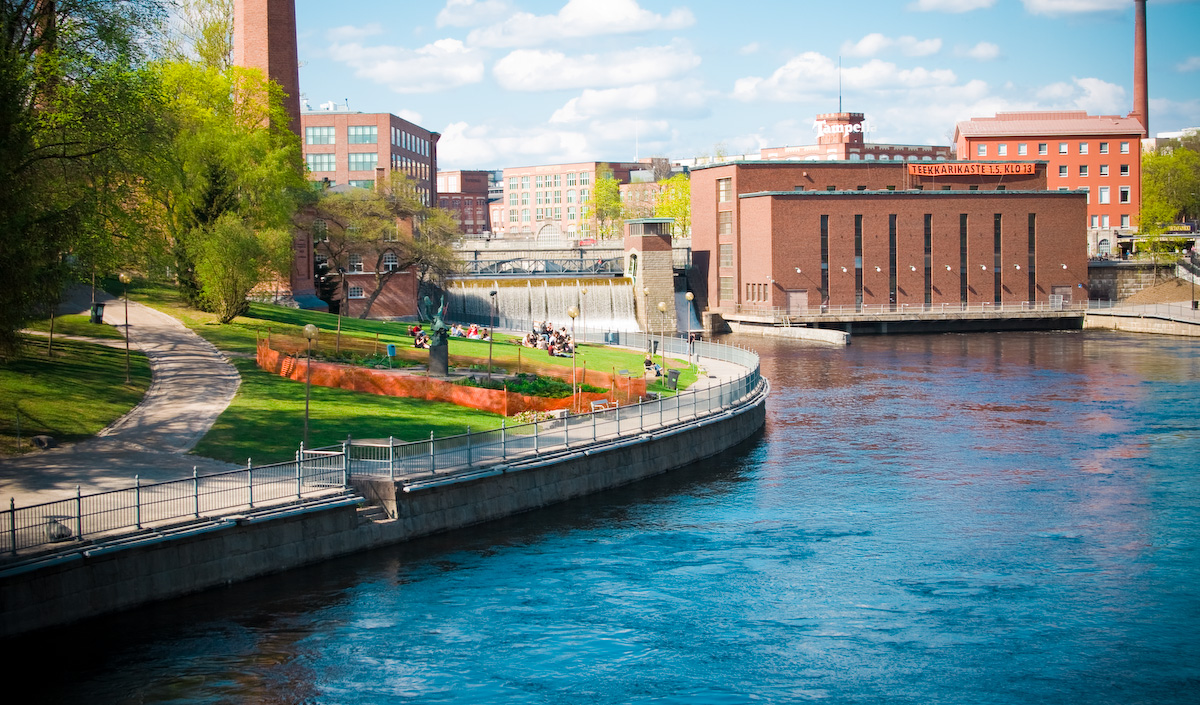
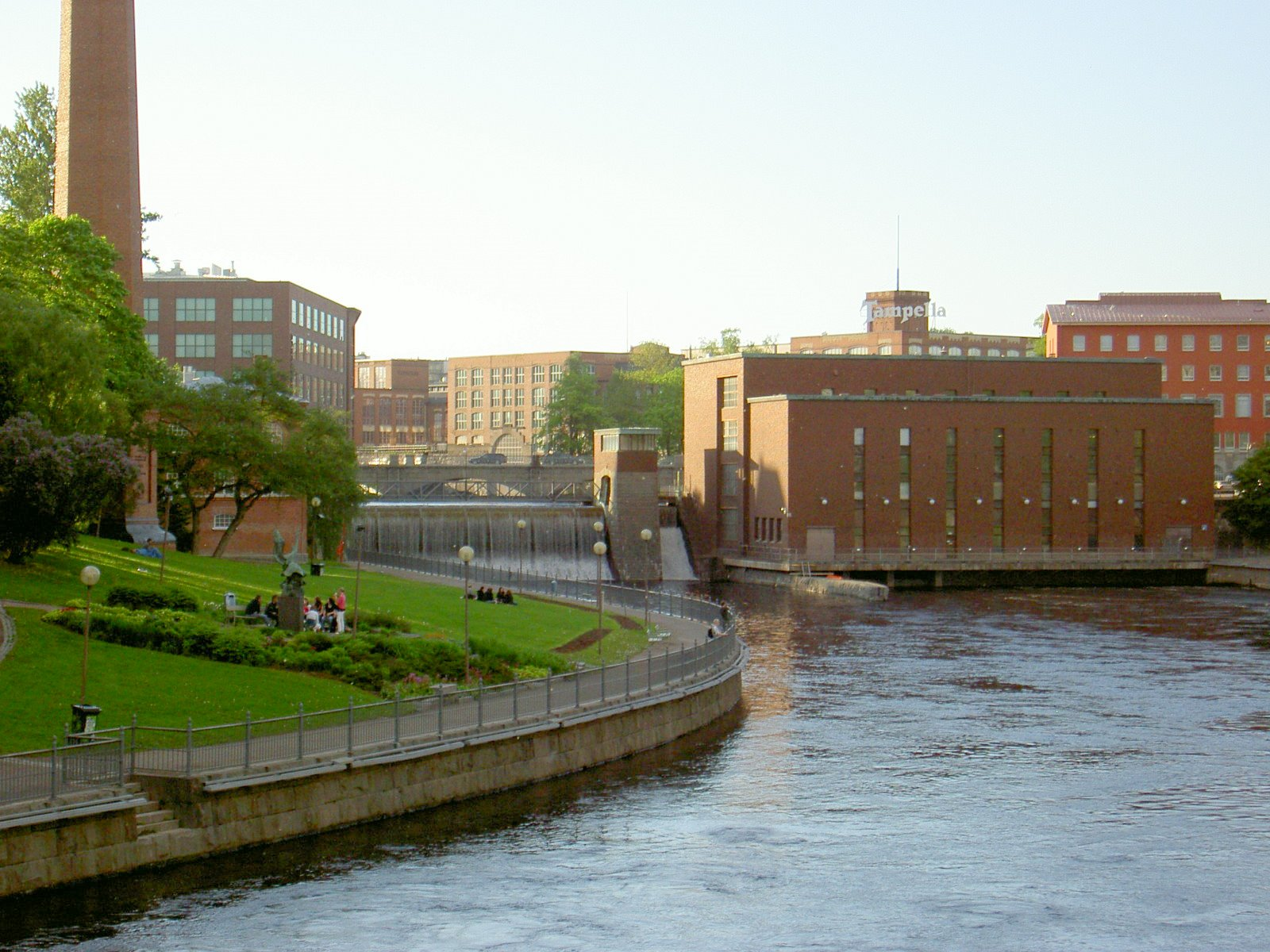
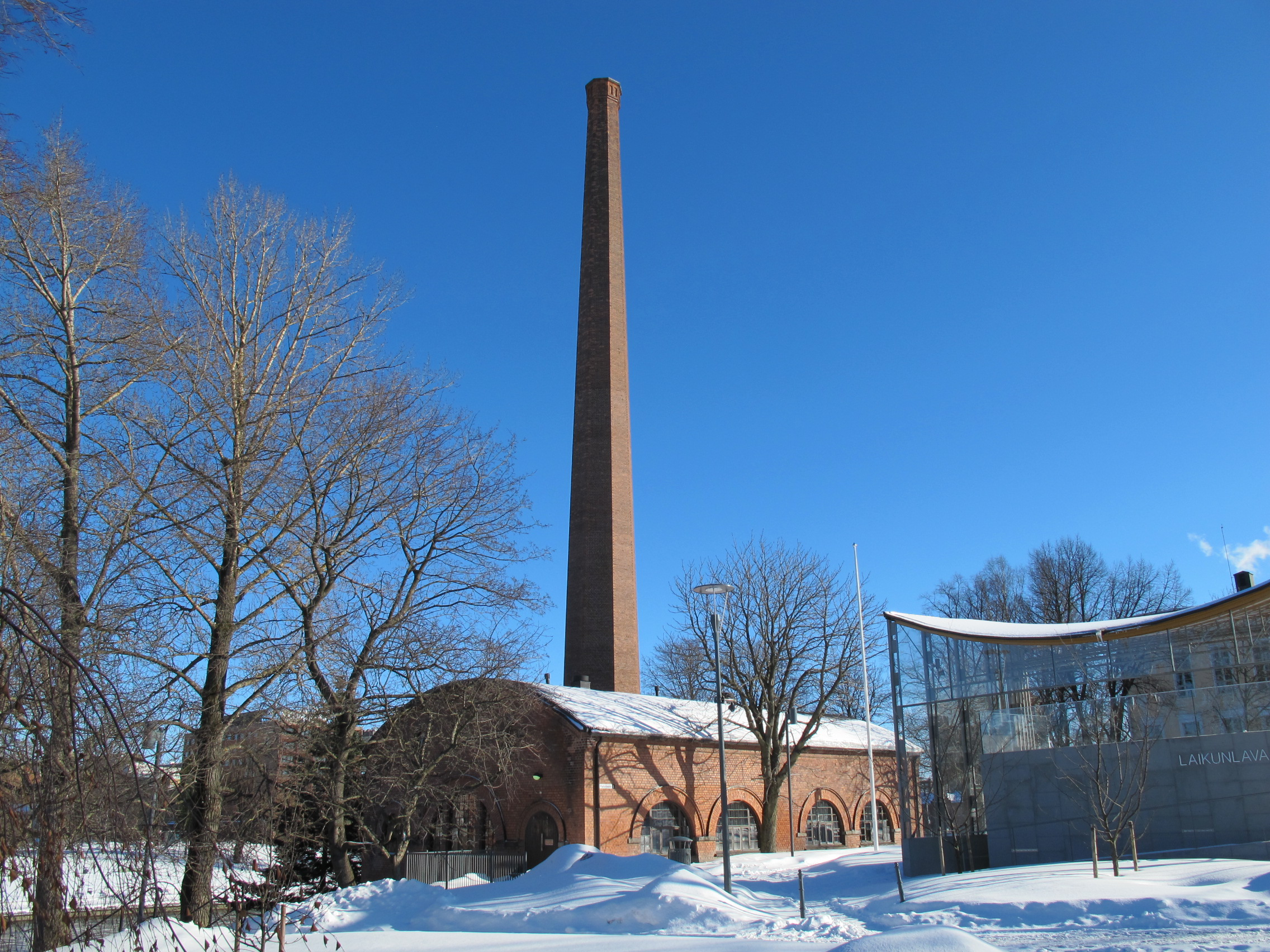
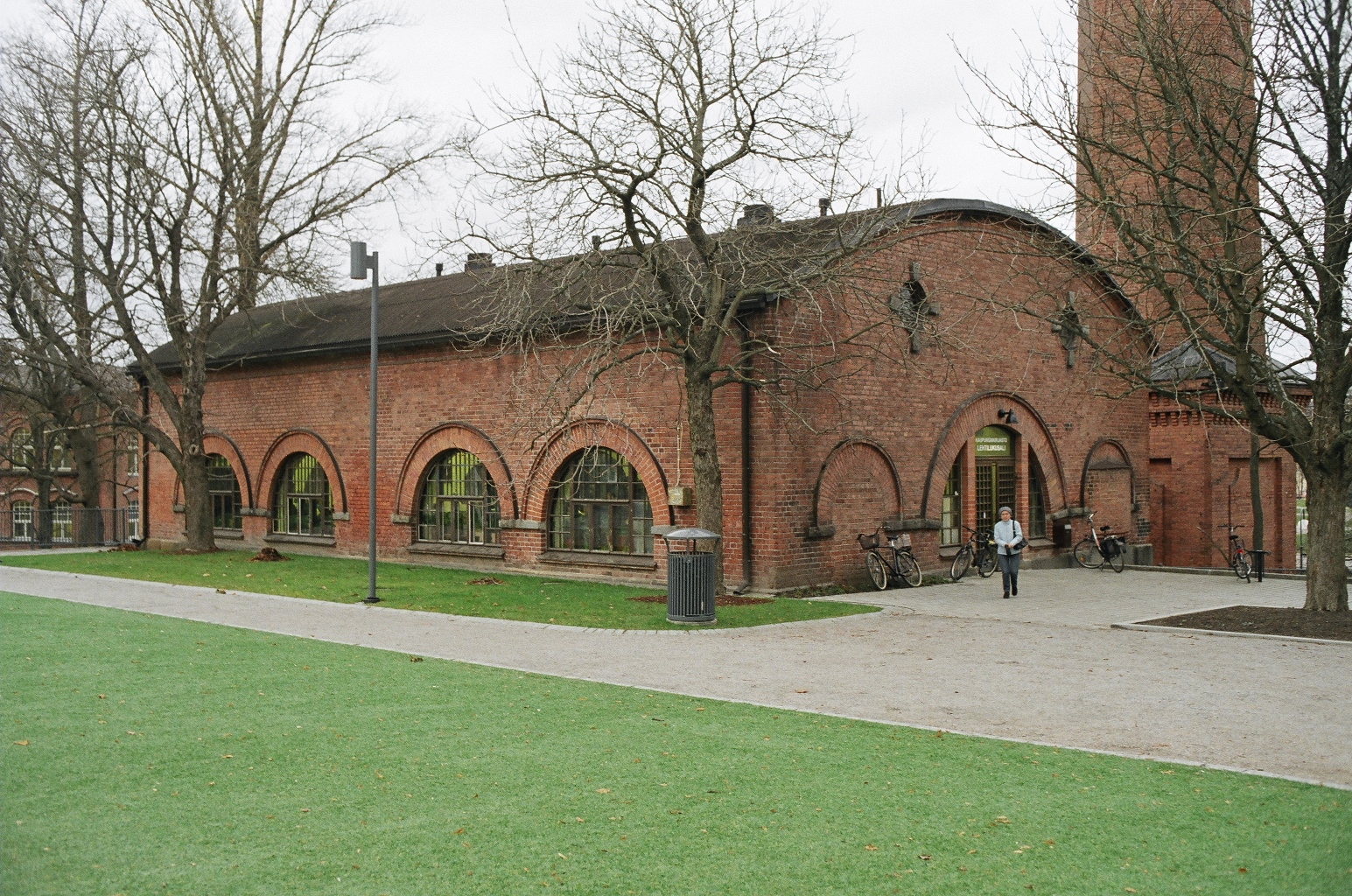
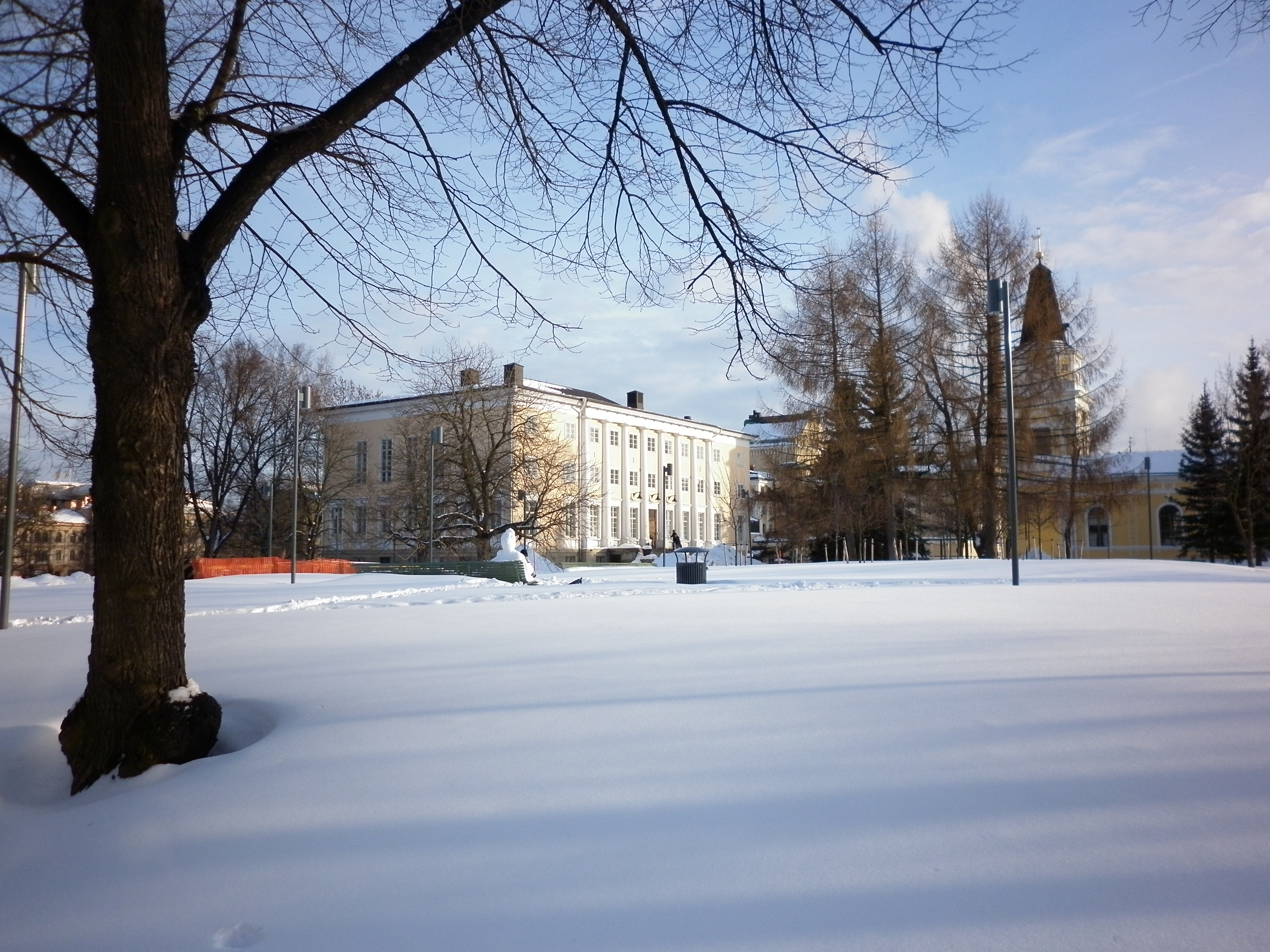
Ancienne bibliothèque
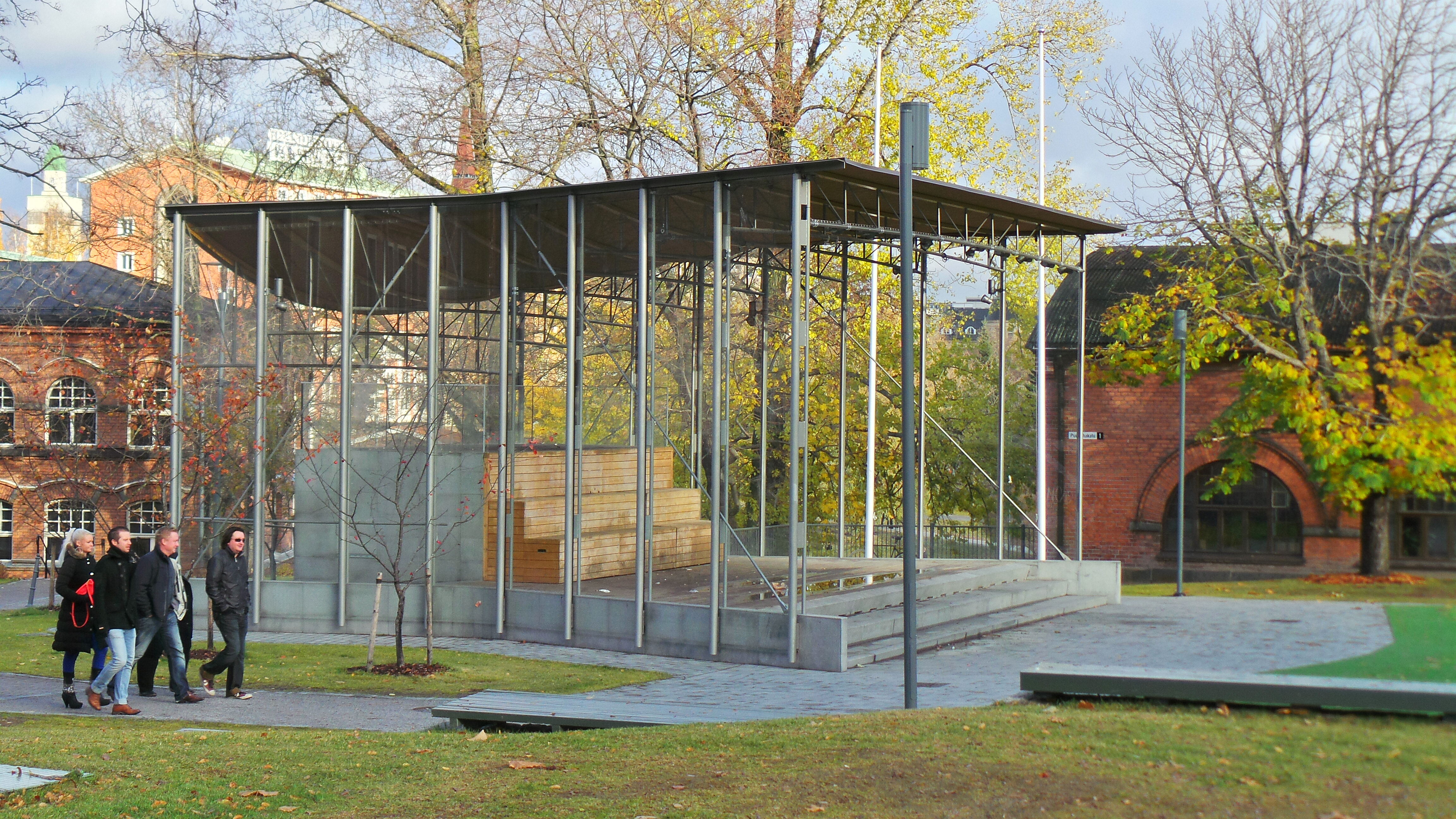
Laikunlava.
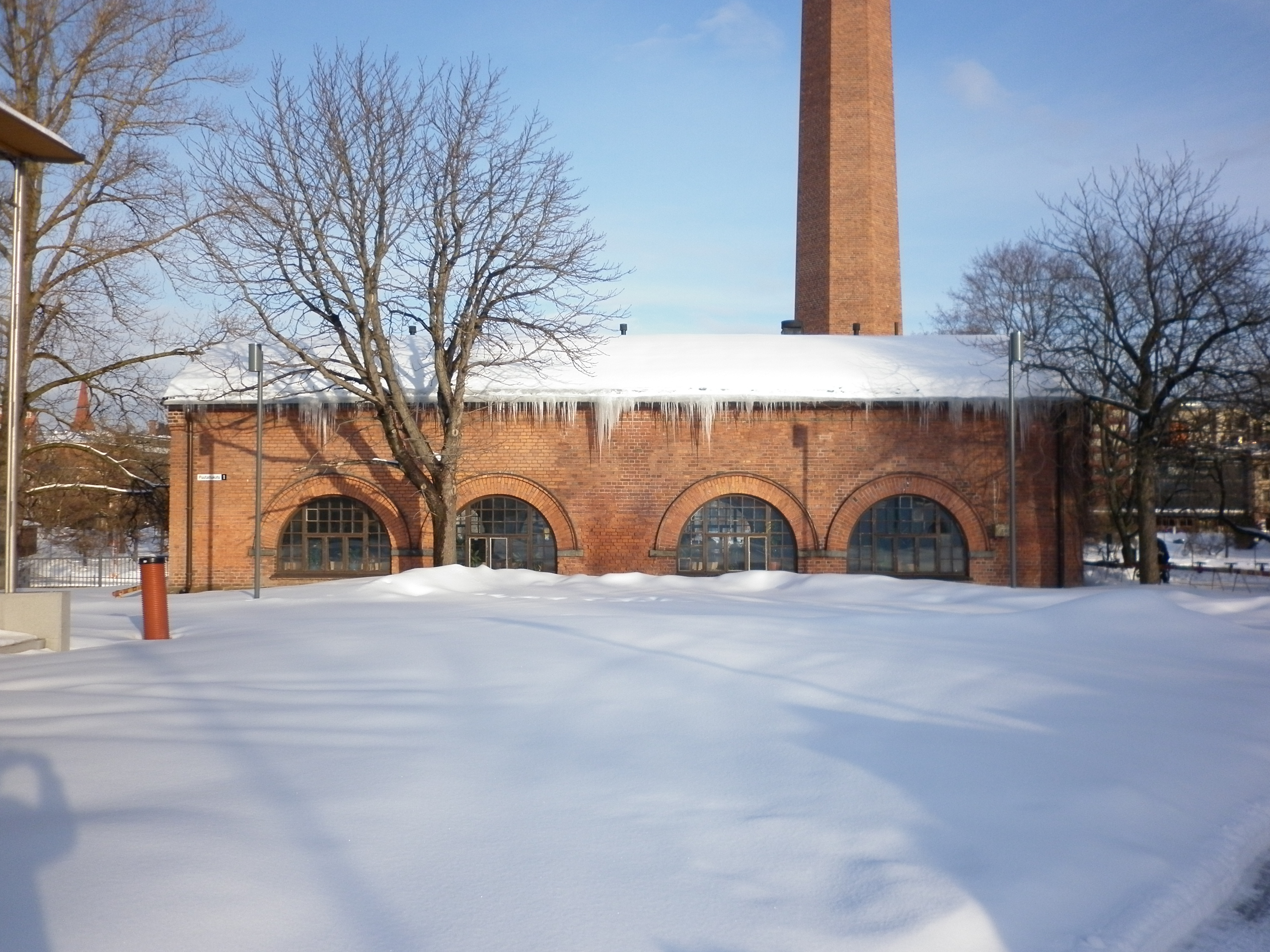